# Perkussionsschloss

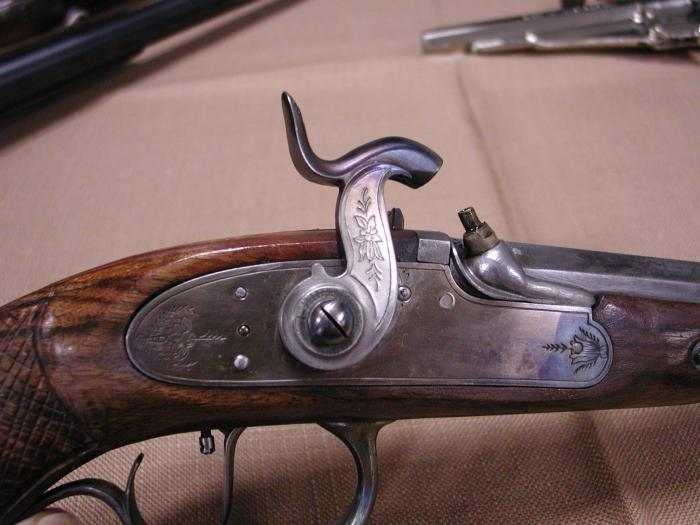
Le Page Perkussionsschloss, Hahn in Laderast

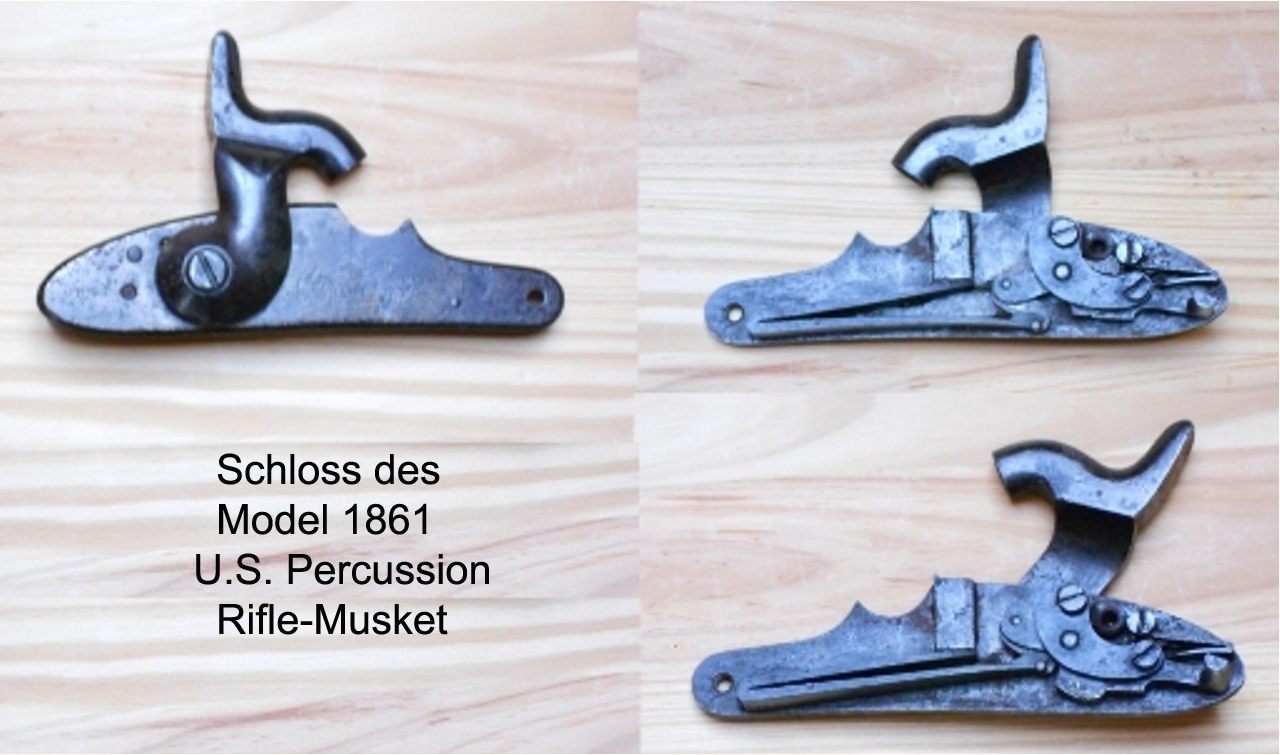
Perkussionsschloss, Innenansicht des Mechanismus rechts, unten Hahn gespannt

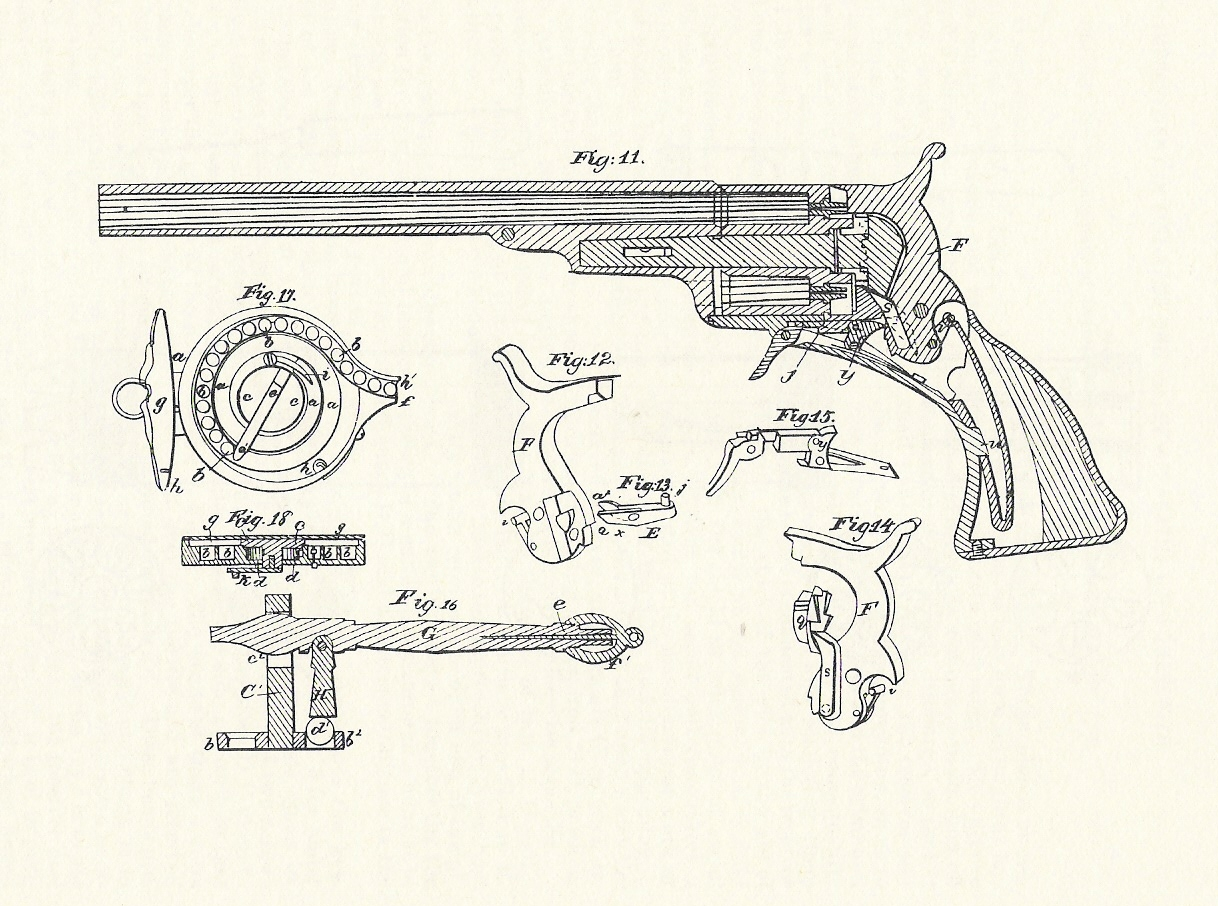
Colt Paterson, Patent 1839 Schnittzeichnung des Zündmechanismus oben rechts

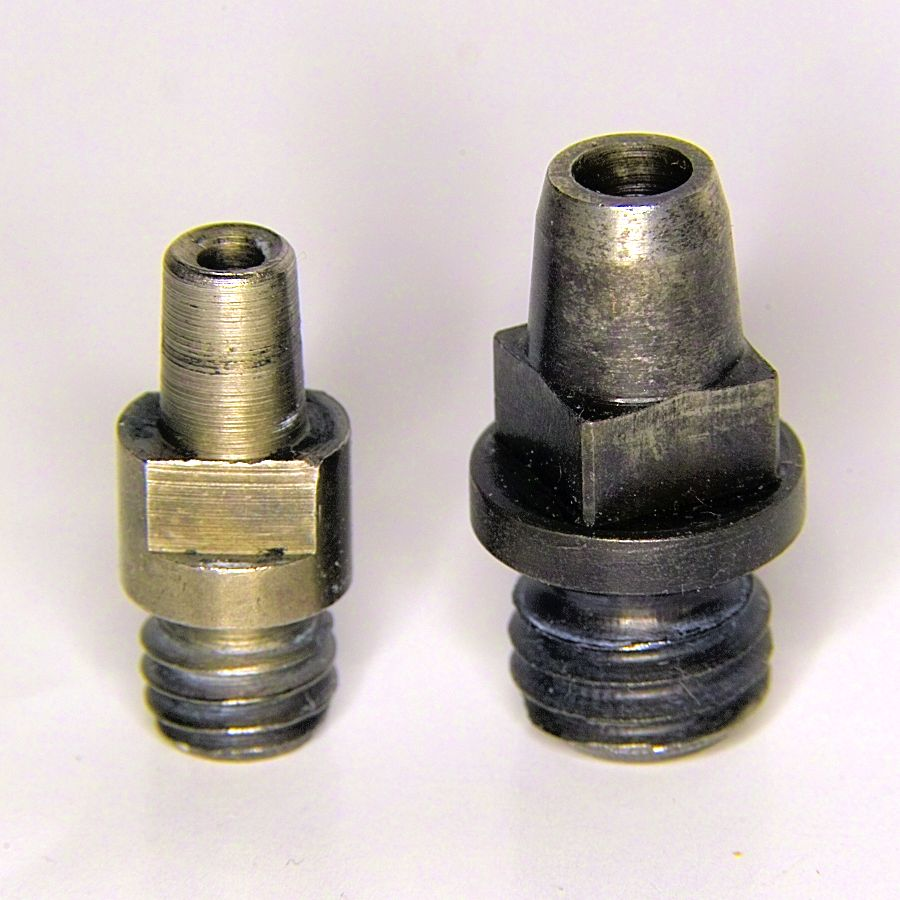
Pistons für Zündhütchen mit 4,5 mm und 6 mm Durchmesser

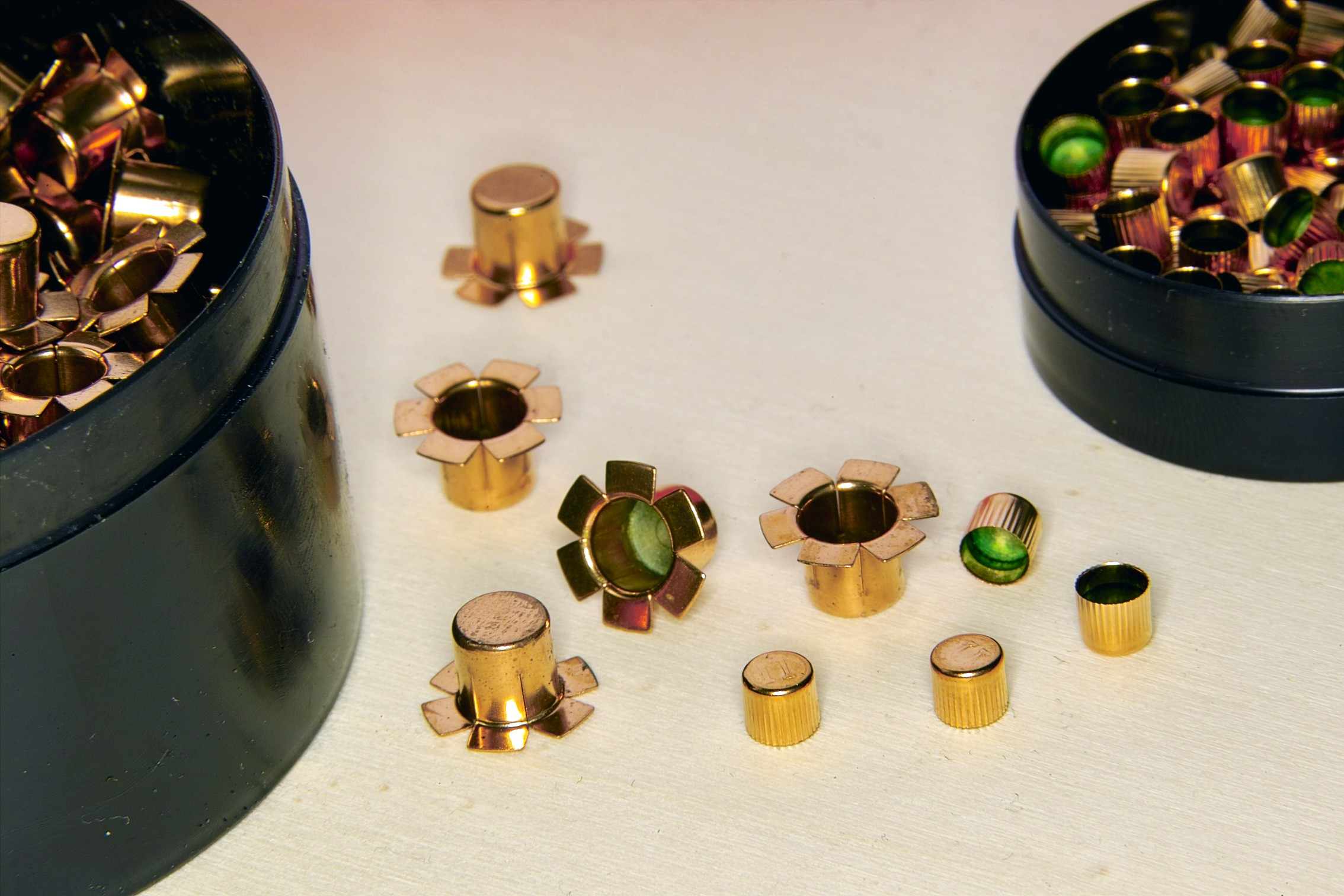
Anzündhütchen für Perkussionswaffen

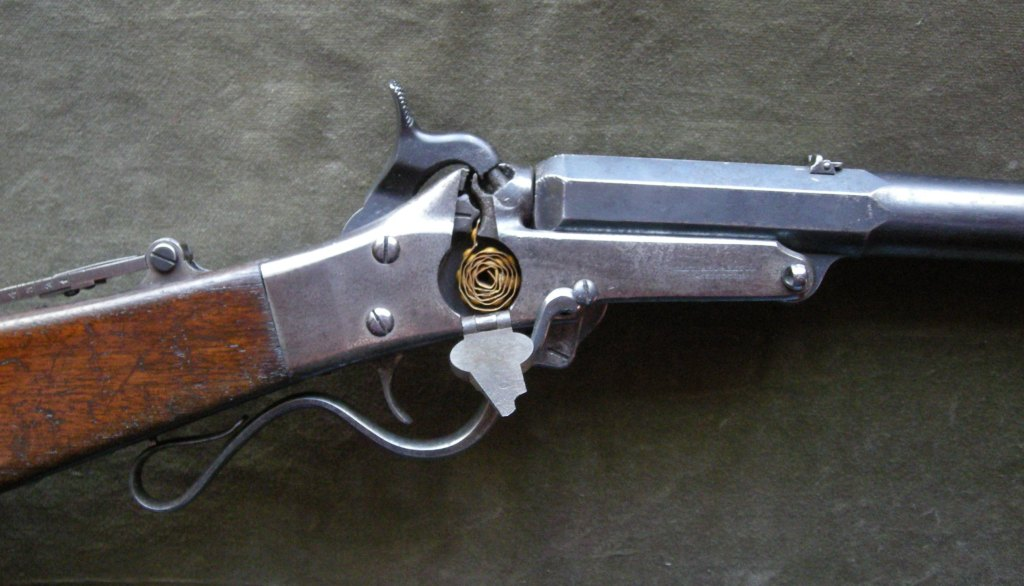
Maynard-Karabiner mit Papierstreifen-Perkussionszündung

Das Perkussionsschloss (von lateinisch percutere – schlagen) (auch Schlagschloss) ist ein Zündsystem, bei dem zur Auslösung des Schusses bei danach benannten Perkussionswaffen ein Anzündhütchen verwendet wurde. Es wurde wiederum ab Mitte des 19. Jahrhunderts durch Hinterladerwaffen, in Preußen durch das Zündnadelgewehr und in Frankreich durch das Chassepotgewehr abgelöst.
Das Perkussionsschloss wird vor dem Schießen mit einer schlagempfindlichen Anzündladung (meist ein Anzündhütchen) bestückt, indem sie auf ein Piston gelegt wird. Beim Betätigen des Abzuges schlägt der vor dem Schuss gespannte Hahn auf das Zündhütchen, worauf die Treibladung gezündet wird und der Schuss bricht.
Der Vorläufer des Perkussionsschlosses war das Steinschloss, dessen Grundkonstruktion das Perkussionsschloss übernahm.
Eine der frühesten Konstruktionen eines Perkussionsschlosses stammt von Alexander John Forsyth, der sich seinen Entwurf 1807 patentieren ließ. Dieses Schloss hatte ein waagerecht drehbares Magazin mit schlagempfindlichem Explosivstoff. Bei jeder Drehung gelangte eine bestimmte Menge des Explosivstoffes in die Zündpfanne und wurde bei der Schussauslösung durch den Hahn entzündet.
Bei späteren Konstruktionen wurden Zündplättchen oder -kapseln in Form von Kügelchen, Pillen oder Papierstreifen verwendet.
In den Jahren 1814 bis 1816 ließen sich mehrere Erfinder kupferne Zündhütchen patentieren, die bei den bis heute im Sport- und Traditionsschießen verwendeten Perkussionswaffen hauptsächlich benutzt werden. Diese Zündhütchen werden vor dem Schuss auf das durchgebohrte Piston aufgesetzt und beim Abschlagen des Hahnes gezündet.

## Vorteile
Das Perkussionsschloss ist unempfindlicher gegen Witterungseinflüsse und versagte generell seltener als seine Vorläufer. Deshalb setzte es sich schnell bei Militär- und Zivilwaffen durch.
Ein elementarer Vorteil des Perkussionsschlosses ist der ausbleibende Lichtblitz der in der Steinschloss-Pfanne befindlichen Vorladung des Vorgängers beim Abfeuern. Da viele vor eben diesem beim Schuss die Augen schlossen, wichen sie dementsprechend leicht vom Ziel ab. Zudem resultierte ein im Vergleich zu Steinschlosswaffen höherer Gasdruck im Lauf, da bei diesen ein kleiner Teil des Gases durch das Zündloch entwich. Höherer Druck resultierte in größerer Reichweite und Präzision.
Nach Einführung des Zündhütchens stellten sich rasch höhere Trefferquoten bei Infanterieeinheiten ein. Die neue Technik wurde damit schlacht- und kriegsentscheidend. Zudem konnte die Perkussionszündung auch bei Mehrladewaffen wie Perkussionsrevolvern eingesetzt werden.